# Nanterre 92 2016-2017
Questa voce raccoglie le informazioni riguardanti il Nanterre 92 nelle competizioni ufficiali della stagione 2016-2017.

## Stagione
La stagione 2016-2017 del Nanterre 92 è la 6ª nel massimo campionato francese di pallacanestro, la Pro A.

## Roster
Aggiornato al 18 agosto 2020.
| Nanterre 92 2016-17 | Nanterre 92 2016-17 |
| Giocatori           | Staff tecnico       |
| ------------------- | ------------------- |

| N. | Naz.                   | Ruolo | Nome                  | Anno | Alt.   | Peso   |  |
| -- | ---------------------- | ----- | --------------------- | ---- | ------ | ------ |  |
| 1  | Stati Uniti (bandiera) | P     | Chris Warren          | 1988 | 178 cm | 76 kg  |  |
| 5  | Nigeria (bandiera)     | C     | Talib Zanna           | 1990 | 206 cm | 104 kg |  |
| 8  | Germania (bandiera)    | P     | Heiko Schaffartzik    | 1984 | 183 cm | 83 kg  |  |
| 10 | Stati Uniti (bandiera) | AP    | Mykal Riley (C)       | 1985 | 198 cm | 85 kg  |  |
| 11 | Francia (bandiera)     | AP    | Hugo Invernizzi       | 1993 | 198 cm | 95 kg  |  |
| 14 | Stati Uniti (bandiera) | AG    | Brian Conklin         | 1990 | 198 cm | 105 kg |  |
| 17 | Nigeria (bandiera)     | AG    | Suleiman Braimoh      | 1989 | 203 cm | 104 kg |  |
| 19 | Francia (bandiera)     | G     | Bathiste Tchouaffé    | 1998 | 196 cm | 87 kg  |  |
| 20 | Francia (bandiera)     | A     | Jean-Frédéric Morency | 1989 | 200 cm | 86 kg  |  |
| 21 | Stati Uniti (bandiera) | G     | Spencer Butterfield   | 1992 | 191 cm | 93 kg  |  |
| 22 | Francia (bandiera)     | AG    | Arson Mendy           | 1998 | 202 cm |        |  |
| 25 | Francia (bandiera)     | G     | Teddy Cheremond       | 1996 | 188 cm |        |  |
| 26 | Francia (bandiera)     | C     | Mathias Lessort       | 1995 | 205 cm | 112 kg |  |
| 27 | Francia (bandiera)     | C     | Jean-Marc Pansa       | 1997 | 208 cm | 93 kg  |  |

| Allenatore                                                            |
| - Pascal Donnadieu                                                    |
| Assistente/i                                                          |
| - Franck Le Goff Legenda - (C) Capitano - (IN) Inattivo - Infortunato |

## Mercato

### Sessione estiva
| Acquisti | Acquisti              | Acquisti          | Acquisti   | Acquisti |
| R.       | Nome                  | da                | Modalità   |          |
| -------- | --------------------- | ----------------- | ---------- | -------- |
| P        | Chris Warren          | Yesilgiresun      | definitivo |          |
| C        | Talib Zanna           | Oklahoma Blue     | definitivo |          |
| A        | Jean-Frédéric Morency | BCM Gravelines    | definitivo |          |
| A        | Brian Conklin         | Leones S. Domingo | definitivo |          |
| P        | Heiko Schaffartzik    | Limoges CSP       | definitivo |          |
| G        | Bathiste Tchouaffé    | INSEP             | definitivo |          |
| G        | Spencer Butterfield   | Juventus Utena    | definitivo |          |
| C        | Mathias Lessort       | Élan Chalon       | definitivo |          |

| Cessioni | Cessioni           | Cessioni         | Cessioni       | Cessioni |
| R.       | Nome               | a                | Modalità       |          |
| -------- | ------------------ | ---------------- | -------------- | -------- |
| G        | Jérémy Nzeulie     | Élan Chalon      | fine contratto |          |
| P        | T.J. Campbell      | Socar Petkimspor | fine contratto |          |
| PG       | Gerald Robinson    | P. Bandar Imam   | fine contratto |          |
| C        | Mouhammadou Jaiteh | Strasburgo       | fine contratto |          |
| C        | Fernando Raposo    | BCM Gravelines   | fine contratto |          |
| G        | Doron Lamb         | Westch. Knicks   | fine contratto |          |
| AG       | Tasmin Mitchell    |                  | ritirato       |          |
| P        | Warren Racine      | Denain           | prestito       |          |

### Dopo l'inizio della stagione
| Acquisti | Acquisti         | Acquisti           | Acquisti       | Acquisti   |
| R.       | Nome             | da                 | Data           | Modalità   |
| -------- | ---------------- | ------------------ | -------------- | ---------- |
| AG       | Suleiman Braimoh | Enisey Krasnojarsk | 12 maggio 2017 | definitivo |

| Cessioni | Cessioni | Cessioni | Cessioni | Cessioni |
| R.       | Nome     | a        | Data     | Modalità |
| -------- | -------- | -------- | -------- | -------- |